# Wang Zhen (politiker)
Wang Zhen var en kinesisk kommunistisk politiker och generalmajor som räknas till De åtta odödliga i Kinas kommunistiska parti.
Wang kom från enkla förhållanden i en by i Hunan-provinsen. I likhet med många andra kinesiska ledare i sin generation gjorde han karriär i Folkets befrielsearmé och innehöll viktiga under det kinesiska inbördeskriget. Efter Folkrepubliken Kinas grundande blev han särskilt känd för sin roll som partisekreterare i Xinjiang (1949-1952) och han var med om att grunda Produktions- och konstruktionskåren i Xinjiang 1954 på order från Mao Zedong. 1956 avsattes han från sin position i Xinjiang Sedan Mao kritiserat honom för okänslighet i etniska och religiösa frågor. Han blev istället utsedd till jordbruksminister.
Under den elfte centralkommitténs tredje plenarsession 1978 valdes han in i partiets politbyrå. Han var chef för partiets centrala partiskola 1982-87 och vice president i Folkrepubliken Kina åren 1988-93.
Wang Zhen var en av de partiveteraner som verkade för att Deng Xiaoping skulle återinsättas på sin poster efter Mao Zedongs död 1976. Under 1980-talet blev han däremot en uttalad kritiker av många av Dengs ekonomiska reformer och han ställde sig helt avvisande till politiska reformer. Wang hade en stark maktbas inom armén, och hans grova språkbruk och förkärlek till våldsamma metoder stötte bort många intellektuella. Under Protesterna på Himmelska fridens torg 1989 var han en ivrig förespråkare av att införa undantagstillstånd och använda trupper mot demonstranterna.